# Два рубля Екатерины I
Два рубля Екатерины I — разновидность андреевского двухрублёвика, отчеканенная из золота во времена правления Екатерины I в 1726—1727 годах. На аверсе монеты изображён левый погрудный профильный портрет императрицы, на реверсе — Святой Андрей Первозванный.

## История
При Екатерине I была проведена денежная реформа, которая заключалась в производстве медных монет, равноценные серебряному рублю. Однако они были в дальнейшем изъяты из оборота. Из золота были отчеканены только два рубля в красном монетном дворе.

### Описание
Эта монета выполнена из золота 781 пробы; его диаметр составляет от 20,2 до 20,5 мм, а вес равен 4,10 г 4,10 г.
На аверсе 2 рублей изображён левый профильный портрет Екатерины I в мантии с наплечниками, на голове располагается малая императорская корона. В волосах воспроизведены украшения из жемчуга. Круговая надпись: «ЕКАТЕРІНА∙IМПЕРАТЬ∙IСАМОДЕРЬ∙ВСЕРОСІСКАЯ». На реверсе изображён Святой Андрей Первозванный в рост, который поддерживает левой рукой косой крест, расположенный сзади него. Правая рука протянута вперёд. Круговая надпись: «МОНЕТА НОВА∙ЦЕНА ДВА РUБЛI 17-26».
Помимо 1736 года, данная монета чеканилась в 1737 году. 2 рубля 1726 года (Биткин R2): 1 — нет точек над лентами наплечника, точка перед «ЦЕНА», дата перегравирована; 2 — точки над лентами наплечника, нет точки перед «ЦЕНА», «7» ниже постамента; 3 — нет точек над лентами наплечника, нет точки перед «ЦЕНА», «7» над нижним краем постамента. Тираж — 55 000 экземпляров. 1727 года (Биткин R2): 1 — нет точки после «ЕКАТЕРІНА», вторая «7» в дате перегравирована; 2 — точка после «ЕКАТЕРІНА», дата без перегравировки.
При Екатерине I существовали новоделы — монеты, чеканка которых была произведена по прототипу настоящей монеты подлинными или изготовленными штемпелями на монетном дворе, как правило, позже настоящих монет. Одним из новоделов были 2 рубля 1726 года (Биткин R3), который имеет три разновидности.

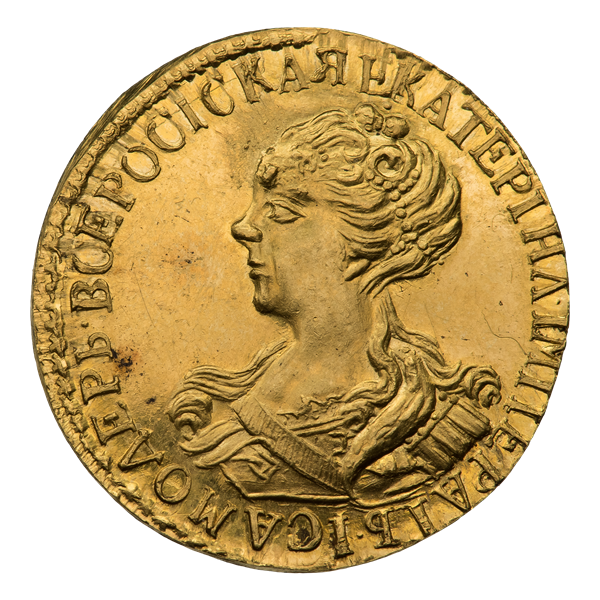
Аверс новодельной монеты 1726 года (Биткин H4/R3)
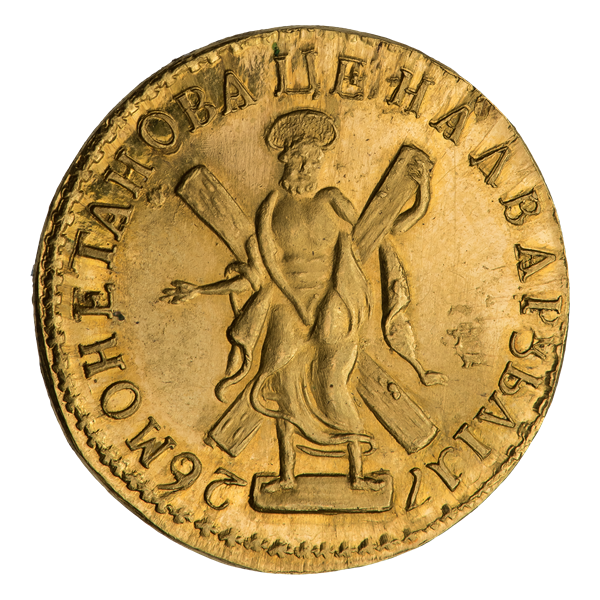
Реверс
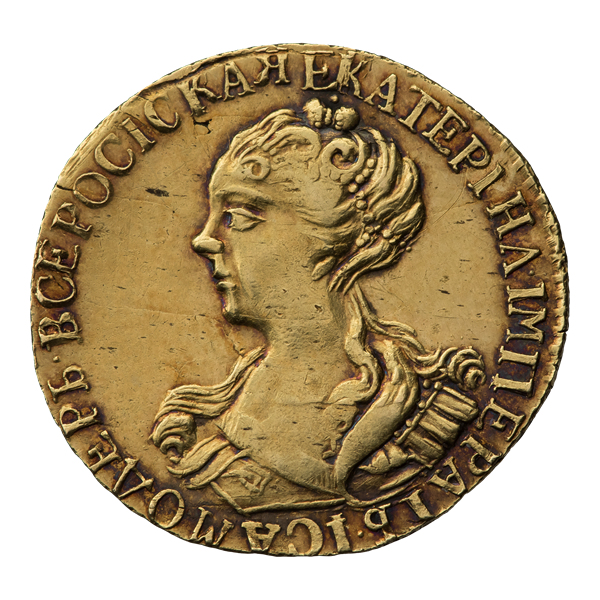
Аверс новодельный монеты 1726 года (Биткин H6/R3)
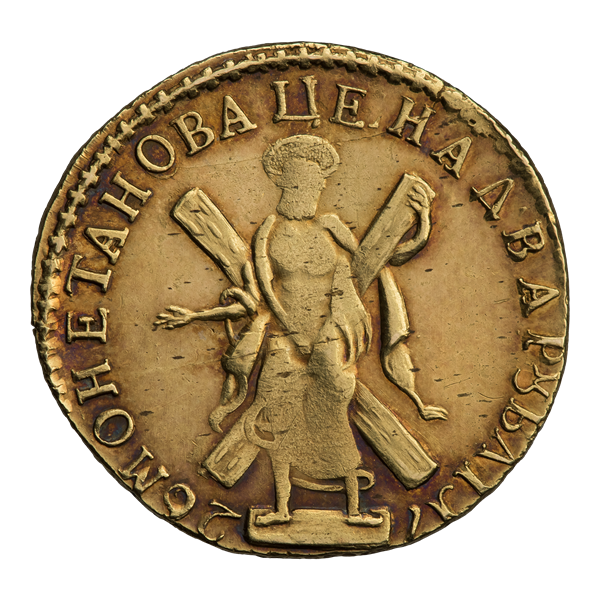
Реверс